# Misetus borealis
Misetus borealis är en stekelart som beskrevs av Kusigemati 1974. Misetus borealis ingår i släktet Misetus och familjen brokparasitsteklar. Inga underarter finns listade i Catalogue of Life.